# Martin Strempfl
Martin Strempfl (Graz, 1 de agosto de 1984) es un deportista austríaco que compite en tiro, en la modalidad de rifle. Ganó una medalla de bronce en el Campeonato Europeo de Tiro en 10 m de 2024, en la prueba de rifle 10 m.

## Palmarés internacional
| Campeonato Europeo | Campeonato Europeo | Campeonato Europeo | Campeonato Europeo |
| Año                | Lugar              | Medalla            | Prueba             |
| ------------------ | ------------------ | ------------------ | ------------------ |
| 2024               | Győr (Hungría)     | Medalla de bronce  | Rifle 10 m         |